# Bar Electricitat
El Bar Electricitat és un edifici de Barcelona inclòs en l'Inventari del Patrimoni Arquitectònic de Catalunya.

## Descripció
Es tracta d'un establiment que ocupa els baixos d'un antic edifici industrial que dona a tres carrers amb portals afrontats al carrer de Sant Carles i al carrer de l'Atlàntida. Els tancaments estan formats per unes estructures de ferro d'estètica modernista, situades arran de façana i encaixades a l'obertura. Pel que fa a l'interior, es conserva la barra original d'estructura de fusta, amb el taulell de marbre, com també el passamà i el reposapeus de tub de metall. També hi ha les taules de marbre amb els peus de ferro de fosa, la col·lecció de bótes de vi i una antiga nevera de gel.

## Història
Es va fundar el 1908, a l'espai on hi havia instal·lat el primer generador elèctric del barri de la Barceloneta a finals del segle xix.